# Société de neurochirurgie de langue française
La Société de neurochirurgie de langue française est une société savante de neurochirurgie.

## Présidents
| Identité                       | Période | Période | Durée |
| Identité                       | Début   | Fin     | Durée |
| ------------------------------ | ------- | ------- | ----- |
| Jean Lepoire (d) (1923 - 1997) | 1976    | 1979    | 3 ans |
| Jean Pecker (d) (1921 - 1989)  | 1982    | 1985    | 3 ans |
| Jacques Brotchi (né en 1942)   | 1991    | 1994    | 3 ans |
| Yves Keravel (d) (1944 - 2015) | 2000    | 2003    | 3 ans |
| Marc Sindou (d) (né en 1943)   | 2006    | 2009    | 3 ans |
| Christian Raftopoulos (d)      | 2012    | 2015    | 3 ans |
| Philippe Cornu (d)             | 2018    |         |       |